# Нижнеянактаево
Нижнеянактаево (баш. Түбәнге Янаҡтай) — деревня в Балтачевском районе Республики Башкортостан Российской Федерации. Входит в состав Верхнеянактаевского сельсовета. 

## География

### Географическое положение
Расстояние до:
- районного центра (Старобалтачёво): 5 км,
- центра сельсовета (Новоямурзино): 6 км,
- ближайшей ж/д станции (Куеда): 78 км.

## Население
| 2002 | 2009 | 2010 |
| ---- | ---- | ---- |
| 101  | ↘93  | ↘89  |

Согласно переписи 2002 года, преобладающие национальности — марийцы (69 %), башкиры (30 %).